# Vitellogénine
 (décembre 2024).
Si vous disposez d'ouvrages ou d'articles de référence ou si vous connaissez des sites web de qualité traitant du thème abordé ici, merci de compléter l'article en donnant les références utiles à sa vérifiabilité et en les liant à la section « Notes et références ».
La vitéllogénine est un précurseur du vitellus qui transporte des protéines et des lipides du foie jusqu'aux ovocytes. Ce terme qualifie à la fois le gène et la protéine pour laquelle il code. La vitéllogénine est présente chez les femelles de presque toutes les espèces ovipares, notamment les poissons, les oiseaux, les reptiles, les amphibiens, la plupart des invertébrés et les monotrèmes.

## Fonction
La vitéllogénine est une source majeur de nutriments pour l'œuf durant son développement.

## Évolution
A l'origine, les vertébrés n'avaient qu'une seul copie du gène codant pour la vitéllogénine. Celui-ci a subi une duplication chez les oiseaux, les mammifères et les amphibiens qui possèdent maintenant deux copies fonctionnelles du gène. A l'exception des monotrèmes, les mammifères ont perdus ces deux copies qui sont devenues des pseudogènes. Cependant, cette région du génome est restée synténique à celle des oiseaux et peut toujours être identifiée. Chez les monotrèmes un seul des deux gènes est resté fonctionnel.